# Reprezentacja Portoryka w piłce nożnej kobiet
Reprezentacja Portoryka w piłce nożnej kobiet – kobieca piłkarska reprezentacja Portoryka. Największym sukcesem reprezentacji jest gra na mistrzostwach CONCACAF w 1998 roku.

## Udział w turniejach międzynarodowych

### Mistrzostwa Świata
Portoryckiej drużynie nigdy nie udało się zakwalifikować do finałów MŚ.
| Rok   | Runda                   | M                       | W                       | R                       | P                       | GZ                      | GS                      |
| ----- | ----------------------- | ----------------------- | ----------------------- | ----------------------- | ----------------------- | ----------------------- | ----------------------- |
| 1991  | Nie zakwalifikowało się | Nie zakwalifikowało się | Nie zakwalifikowało się | Nie zakwalifikowało się | Nie zakwalifikowało się | Nie zakwalifikowało się | Nie zakwalifikowało się |
| 1995  | Nie zakwalifikowało się | Nie zakwalifikowało się | Nie zakwalifikowało się | Nie zakwalifikowało się | Nie zakwalifikowało się | Nie zakwalifikowało się | Nie zakwalifikowało się |
| 1999  | Nie zakwalifikowało się | Nie zakwalifikowało się | Nie zakwalifikowało się | Nie zakwalifikowało się | Nie zakwalifikowało się | Nie zakwalifikowało się | Nie zakwalifikowało się |
| 2003  | Nie zakwalifikowało się | Nie zakwalifikowało się | Nie zakwalifikowało się | Nie zakwalifikowało się | Nie zakwalifikowało się | Nie zakwalifikowało się | Nie zakwalifikowało się |
| 2007  | Nie zakwalifikowało się | Nie zakwalifikowało się | Nie zakwalifikowało się | Nie zakwalifikowało się | Nie zakwalifikowało się | Nie zakwalifikowało się | Nie zakwalifikowało się |
| 2011  | Nie zakwalifikowało się | Nie zakwalifikowało się | Nie zakwalifikowało się | Nie zakwalifikowało się | Nie zakwalifikowało się | Nie zakwalifikowało się | Nie zakwalifikowało się |
| 2015  | Nie zakwalifikowało się | Nie zakwalifikowało się | Nie zakwalifikowało się | Nie zakwalifikowało się | Nie zakwalifikowało się | Nie zakwalifikowało się | Nie zakwalifikowało się |
| 2019  | Nie zakwalifikowało się | Nie zakwalifikowało się | Nie zakwalifikowało się | Nie zakwalifikowało się | Nie zakwalifikowało się | Nie zakwalifikowało się | Nie zakwalifikowało się |
| 2023  | Nie zakwalifikowało się | Nie zakwalifikowało się | Nie zakwalifikowało się | Nie zakwalifikowało się | Nie zakwalifikowało się | Nie zakwalifikowało się | Nie zakwalifikowało się |
| Razem | 0/9                     | 0                       | 0                       | 0                       | 0                       | 0                       | 0                       |

### Mistrzostwa CONCACAF
Portoryckiej drużynie 1 raz udało się zakwalifikować do finałów turnieju kontynentalnego.
| Rok   | Runda                   | M                       | W                       | R                       | P                       | GZ                      | GS                      |
| ----- | ----------------------- | ----------------------- | ----------------------- | ----------------------- | ----------------------- | ----------------------- | ----------------------- |
| 1991  | Nie brało udziału       | Nie brało udziału       | Nie brało udziału       | Nie brało udziału       | Nie brało udziału       | Nie brało udziału       | Nie brało udziału       |
| 1993  | Nie brało udziału       | Nie brało udziału       | Nie brało udziału       | Nie brało udziału       | Nie brało udziału       | Nie brało udziału       | Nie brało udziału       |
| 1994  | Nie brało udziału       | Nie brało udziału       | Nie brało udziału       | Nie brało udziału       | Nie brało udziału       | Nie brało udziału       | Nie brało udziału       |
| 1998  | Faza grupowa            | 3                       | 0                       | 0                       | 3                       | 0                       | 38                      |
| 2000  | Nie brało udziału       | Nie brało udziału       | Nie brało udziału       | Nie brało udziału       | Nie brało udziału       | Nie brało udziału       | Nie brało udziału       |
| 2002  | Nie zakwalifikowało się | Nie zakwalifikowało się | Nie zakwalifikowało się | Nie zakwalifikowało się | Nie zakwalifikowało się | Nie zakwalifikowało się | Nie zakwalifikowało się |
| 2006  | Nie brało udziału       | Nie brało udziału       | Nie brało udziału       | Nie brało udziału       | Nie brało udziału       | Nie brało udziału       | Nie brało udziału       |
| 2010  | Nie zakwalifikowało się | Nie zakwalifikowało się | Nie zakwalifikowało się | Nie zakwalifikowało się | Nie zakwalifikowało się | Nie zakwalifikowało się | Nie zakwalifikowało się |
| 2014  | Nie brało udziału       | Nie brało udziału       | Nie brało udziału       | Nie brało udziału       | Nie brało udziału       | Nie brało udziału       | Nie brało udziału       |
| 2018  | Nie zakwalifikowało się | Nie zakwalifikowało się | Nie zakwalifikowało się | Nie zakwalifikowało się | Nie zakwalifikowało się | Nie zakwalifikowało się | Nie zakwalifikowało się |
| 2022  | Nie zakwalifikowało się | Nie zakwalifikowało się | Nie zakwalifikowało się | Nie zakwalifikowało się | Nie zakwalifikowało się | Nie zakwalifikowało się | Nie zakwalifikowało się |
| Razem | 1/11                    | 3                       | 0                       | 0                       | 3                       | 0                       | 38                      |

## Skład
Aktualny skład dostępny jest na stronie internetowej soccerdonna.de

## Eliminacje Mistrzostw CONCACAF 2022

### Grupa E
Na podstawie:
| Zespół            | Pkt | M | W | R | P | Br+ | Br− | +/− |
| ----------------- | --- | - | - | - | - | --- | --- | --- |
| Meksyk            | 12  | 4 | 4 | 0 | 0 | 34  | 0   | +34 |
| Portoryko         | 9   | 4 | 3 | 0 | 1 | 15  | 6   | +9  |
| Surinam           | 6   | 4 | 2 | 0 | 2 | 10  | 12  | -2  |
| Antigua i Barbuda | 3   | 4 | 1 | 0 | 3 | 2   | 17  | -15 |
| Anguilla          | 0   | 4 | 0 | 0 | 4 | 0   | 26  | -26 |